# Marta Hillers
Marta Hillers   (Krefeld, 26 de maig de 1911 - Basilea, 16 de juny de 2001) va ser una periodista alemanya i autora del llibre autobiogràfic Eine Frau in Berlin (Una dona a Berlín), el seu diari des del 20 d'abril fins al 22 de juny de 1945 a Berlín (durant la Batalla de Berlín). El llibre narra la seva experiència com a víctima de les violacions durant l'ocupació de l'Exèrcit Roig.

## Biografia
Hillers va estudiar a la Sorbona i després va viatjar per Europa. Parlava francès i rus, a més d'alemany. Va ser periodista professional i es va fer un nom com a propagandista nazi. El 1945, va quedar atrapada a Berlín mentre els soviètics envaïen la ciutat.
D'acord amb les seves memòries, que van anar anònimament publicades el 1954 en anglès, va ser violada reiterades vegades per integrants de l'Exèrcit Roig. El diari, el va escriure durant la caiguda de Berlín i difereix en certa manera amb la versió publicada posteriorment. L'escriptor alemany Kurt Marek va publicar el llibre als Estats Units.
Hillers es va casar a la dècada de 1950 i posteriorment de es va mudar a Suïssa, a la regió francòfona de Ginebra. Després de la publicació del diari en alemany, el 1959, va abandonar el periodisme. El llibre va provocar una controvèrsia, a causa del seu possible ús amb finalitats de propaganda durant la Guerra Freda. No obstant això, no va obtenir gaire bon nivell de vendes, tal vegada perquè es va considerar que el treball de Hillers avergonyia les dones alemanyes, o perquè no va generar un llaç emocional amb els lectors de l'època. També és possible que el públic alemany no estigués llest encara per reviure aquesta part dolorosa de la seva història.
Després d'haver estat acusada de danyar l'honor de les dones alemanyes i de l'agitació de propaganda anticomunista, Marta Hillers va rebutjar qualsevol ulterior publicació del seu diari. Només després de la seva mort, al juny de 2001, a l'edat de 90 anys, Eine Frau in Berlin va poder tornar a ser publicat. El llibre es va convertir en un èxit de vendes en 2003, atès el major interès per les condicions socials de l'època.
Jens Bisky, l'editor literari del Süddeutsche Zeitung, va escriure el 2003 que Hillers podia haver estat l'autora anònima de Eine Frau in Berlin, esmentant que va treballar com a periodista durant l'era nazi i que va fer propaganda per al Tercer Reich escrivint un fullet de reclutament per a la marina, però que probablement no formava part del partit.
Marek va assenyalar en el seu epíleg que el llibre estava basat en un document escrit per ell mateix basat al seu torn en les notes manuscrites que estaven en possessió de la seva esposa. Durant les revelacions de Bisky el 2003, Christian Esch, del Berliner Zeitung, va assenyalar diferències entre les edicions i les notes de Marek i va postular que el diari havia de ser examinat per experts per ser acceptat com un treball totalment autèntic.
Posteriorment, una comparació de les notes de Marek i del diari realitzada per Walter Kempowski en nom de l'editorial, va assenyalar l'autenticitat de l'obra publicada. L'historiador britànic Antony Beevor, autor d'una obra magistral sobre la batalla de Berlín, va confirmar l'autenticitat d'Eine Frau in Berlin comparant el seu contingut amb el seu profund coneixement del període i amb altres fonts primàries que va acumular durant la seva recerca.
El 2008, Max Färberböck va realitzar un film basat en el diari de Hillers, Anonyma - Eine Frau in Berlin, que va ser llançat a Alemanya.
El llibre assenyala l'abast indiscutible de les violacions a Berlín, com ho demostren també els documents dels hospitals de l'època, que esmenten uns 100.000 casos. S'estima que 2 milions de dones van ser víctimes de violacions a Alemanya durant el període de l'ocupació de l'Exèrcit Roig.